# Очеретянка агвігуанська
Очеретянка агвігуанська (Acrocephalus nijoi) — вимерлий вид співочих птахів з родини очеретянкових (Acrocephalidae).

## Ареал та вимирання
Вид був ендеміком острова Агвігуан (Північні Маріанські острови). Його популяція завжди була невеликою. У 1982 році його чисельність становила від 4 до 15 птахів. У 1995 році жодного екземпляра не було помічено, а також під час переписів, проведених у 2000, 2002 та 2008 роках. Вважається, що можливими причинами його зникнення були інтродукція кіз та розчищення острова для сільського господарства.